# Anare
Anare es una población en el este del estado La Guaira, ubicada en la parroquia Naiguatá, en Venezuela.

## Datos básicos
Es una población ubicada al este del estado La Guaira, y a unos 30 min de su capital, La Guaira. Pueblo costero que posee unos 4000 habitantes. Llamado por cariño "El Pueblo que se negó a morir", se ha destacado como destino turístico por sus excelentes playas, la pesca, y práctica del surf (tales como El Playón, El Punton y La Poza); ríos y montañas para un paseo relajante (como La Haciendita, La Hondonada y La Quebrada de Sansa entre otras ), así como diversos sitios muy visitados por propios y extraños. Cuenta con una moderna escuela recientemente construida y puesta en servicio en el año 2007. También posee un ambulatorio las 24 horas del día, abastos, restaurantes y posadas.

## Colonia psiquiátrica
En este pequeño pueblo se encontraba la Colonia Psiquiátrica de Anare fundada por el Dr. Alberto Mateo Alonso en 1945. Era un centro hospitalario para enfermos mentales, destruido por la tragedia de Vargas en el año de 1999.

## Festividad
El veinticuatro de octubre de cada año se celebran las fiestas de San Rafael de Anare. Durante varios días se efectúan una serie de eventos tanto religiosos como festivos en honor al patrón del pueblo. Cada dieciséis de julio se celebra el día de La Virgen del Carmen (Patrona de los pescadores).

## Lugares de interés
También se puede encontrar una extensa playa de arenas blancas, muy visitada por los turistas capitalinos. La pesca artesanal representa una de las principales fuentes de trabajo. Así mismo, el río Anare sirve como sitio turístico del lugar. En el mismo río (embaulado a finales del 2007) pero adentrándose en las faldas de la montaña donde se encuentra la población, hay un pozo que los lugareños denominan "La Chorrera". Más arriba, (caminando unos 40 minutos desde el pueblo) se encuentra "El Primer Chorrerón", la primera de una serie de cascadas que varían de entre 5 y hasta 10 metros de altitud. La flora y la fauna son muy diversas. Abundan las plantas medicinales y los árboles frutales. Entre los animales destacan la danta y el tigre mariposa (ambos en peligro de extinción). También abunda el venado, el vaquiro o jabalí americano y el cachicamo entre otros. A pesar de la pesca indiscriminada del camarón de río, todavía es frecuente encontrar algunos ejemplares de esta especie que alcanzan un enorme tamaño.
- Datos: Q5674489